# Конское (озеро)
Конское (фин. Ventelänselkä) — пресноводное озеро на территории Выборгского района Ленинградской области.
Площадь озера — 1,5 км², площадь водосборного бассейна — 959 км². Располагается на высоте 0,3 метров над уровнем моря.
Форма озера лопастная, продолговатая: оно более чем на три километра вытянуто с северо-запада на юго-восток. Берега каменисто-песчаные, местами заболоченные.
Через озеро течёт река Суоккаанвирта, впадающая в Новинский залив, являющийся частью системы Сайменского канала, выходящего в Финский залив.
С северо-востока в Конское впадает река Петровка, несущая воды озёр Петровского и Чёрного и реки Панканоя и впадающей в неё реки Раяоя.
По центру озера расположен один относительно крупный (по масштабам водоёма) остров Беличий (фин. Oravasaari).
Населённые пункты вблизи водоёма отсутствуют.
Код объекта в государственном водном реестре — 01040300511102000009728.